# Грифид ап Ноуи
Грифид ап Ноуи (валл. Gruffudd ap Nowy) — король Брихейниога в конце VIII века.

## Биография
Грифид, Теудос и Катэн были сыновьями Ноуи Старого и его жены Санант ферх Элисед, наследницы Брихейниога. Существование трех сыновей снова повышает вероятность разделения Брихейниога на части, хотя в сохранившихся текстах ничего не упоминается. Сам Ноуи Старый определённо управляет Кантревом Селив и, вероятно, в Кантреве-Талгарте (хотя возможно здесь путаница с Науфеддом Старым, младшим братом Теудура). Поскольку Грифид был старшим из сыновей, он наследовал Кантрев Селив и, возможно, Кантрев Талгарт (если такое разделение существовало тогда). Теудос мог стать владетелем Кантрева Маур, а Катэн остальных земель.
Имя этого Грифид, похоже, предоставил Джеффри Монмутский для его списка князей при специальной коронации Артура, где появляется Грифид ап Ноуи; в Брут Дингестоу упоминается как Грифид уаб Ногоет. Ему наследовал его сын Теудур.